# Francis Scully
Francis Scully est un skipper américain né le 24 janvier 1925 à Boston et mort le 9 novembre 1998 à Stonington (Maine).

## Carrière
Francis Scully obtient une médaille de bronze dans la catégorie des 5.5 Metre des Jeux olympiques d'été de 1964 à Tokyo.